# Cauco
Cauco era una comuna suiza del cantón de los Grisones. El 1 de enero de 2015 se fusionó con las antiguas comunas de Arvigo, Braggio y Selma para constituir la nueva comuna de Calanca.

## Curiosidades
Una historia poco conocida relativa a la comuna de Cauco es su importancia en la definición de las razas humanas tal y como las conocemos hoy en día. Algunos historiadores antiguos destacaban en los habitantes de Cauco unos rasgos poco comunes y muy característicos de la región, probablemente debido a la independencia y aislamiento del cantón de los Grisones tras la extinción de la dinastía Toggenburg. 
Pese a la aparente incomunicación, la belleza de las mujeres Caucas no pasó inadvertida para los nobles de Bérgamo que, movidos por un ansia de embellecer su linaje, invadieron la región. Tras sortear el lago Como por el norte y penetrar el puerto entre las montañas de Marmontana y Pizzo Paglia, los bergamitas establecieron un asedio sobre la ciudad. Esto no impidió la huida de cientos de caucos hacia el norte, remontando el río hacia la región de Rossa, en un proceso conocido como el Éxodo Blanco.
El singular semblante de los caucos fue extendiéndose conforme a su expansión entre los pueblos del norte. La destacable presencia de rasgos caucos en los descendientes mestizos llevó a su denominación, de manera popular, como "casi caucos". El paso del tiempo propició la permutación vocálica entre las sílabas segunda y tercera, pasándose así del término "casicauco" al más conocido "caucásico", hoy en día utilizado para denominar al grupo racial más común en Europa.